# Clometiazolo
Il clometiazolo è un principio attivo, si tratta di un ipnotico che viene utilizzato soprattutto per trattare l'astinenza da alcool e le sue manifestazioni. 

## Controindicazioni
Controindicata in caso di insufficienza polmonare acuta, se le persone continuano ad essere dipendenti dall'alcool i suoi effetti diventano inutili.

## Effetti indesiderati
Fra gli effetti indesiderati si riscontra irritazione al naso e alle congiuntive, cefalea.